# Exoprosopa meigenii
Exoprosopa meigenii är en tvåvingeart som först beskrevs av Christian Rudolph Wilhelm Wiedemann 1828.  Exoprosopa meigenii ingår i släktet Exoprosopa och familjen svävflugor. Inga underarter finns listade i Catalogue of Life.